# Сперлинга
Сперлинга (итал. Sperlinga) је насеље у Италији у округу Ена, региону Сицилија.
Према процени из 2011. у насељу је живело 600 становника. Насеље се налази на надморској висини од 719 м.

## Становништво
Према резултатима пописа становништва 2011. у општини је живело 833 становника.
| 1931. | 1936. | 1951. | 1961. | 1971. | 1981. | 1991. | 2001. | 2011. |
| ----- | ----- | ----- | ----- | ----- | ----- | ----- | ----- | ----- |
| 1.714 | 1.539 | 1.552 | 1.432 | 1.216 | 1.053 | 1.065 | 963   | 833   |